# Lanza (metropolitana di Milano)
Lanza è una stazione della linea M2 della metropolitana di Milano.

## Storia
La stazione fu aperta il 3 marzo 1978 come parte del prolungamento da Garibaldi FS a Cadorna FN.

## Strutture e impianti
La stazione si trova all'interno dell'area urbana della metropolitana milanese. Sorge nelle vicinanze del Piccolo Teatro e del quartiere di Brera, che ospita l'Accademia di Belle Arti e la Pinacoteca omonime.
È l'unica stazione della metropolitana milanese ad avere un ingresso in superficie sul fronte di un edificio ed una delle due (l'altra è Pero, sulla linea M1) ad avere le banchine parallele allo stesso livello ma in due canne diverse senza l'utilizzo della banchina a isola.

## Interscambi
Nelle vicinanze della stazione effettuano fermata alcune linee urbane, tranviarie ed automobilistiche, gestite da ATM.
- Fermata tram (Lanza M2, linee 2, 4, 12, 14)
- Fermata autobus

## Servizi
La stazione dispone di:
- Scale mobili
- Emettitrice automatica biglietti
- Stazione videosorvegliata